# Еремян, Арсен Левонович
Арсен Левонович Еремян (груз. , 5 июня 1936, Тифлис — 11 августа 2015) — грузинский советский филолог, поэт, прозаик, журналист, редактор. Заслуженный журналист Грузии.

## Биография
Коренной тбилисец, родился и всю жизнь прожил в д. 1 на Иерусалимской улице.
Среднее образование получил в 43-й школе Тбилиси. Окончил филологический факультет Тбилисского государственного университета. Сотрудничал в газетах «Вечерний Тбилиси», «Заря Востока» («Свободная Грузия») и «Грузия-спектр». Работал в аппарате ЦК компартии Грузинской ССР.
В 1964 году принят в члены Союза журналистов СССР, с 1991 года — член Федерации журналистов Грузии.
Со дня основания издания и до своей кончины в августе 2015 года занимал должность заместителя главного редактора журнала «Русский клуб».
Ушёл из жизни после тяжелой болезни.

## Награды
- Заслуженный журналист Грузии.
- Почётная грамота Правительственной комиссии по делам соотечественников за рубежом (2008)[7].
- Почётная грамота Правительственной комиссии по делам соотечественников за рубежом (2009)[8].